# استخوان گوشه‌ای
استخوان گوشه‌ای (انگلیسی: Angular bone) یک استخوان بزرگ در گوشه‌ی آرواره پایین دوزیستان و خزندگان (از جمله پرندگان) است که به تمام استخوان‌های دیگر آرواره‌ی پایین متصل می‌شود: دنتاری (که کل فک پایین در پستانداران است)، اس‍پلنیال، سوپراانگولار و آرتیکولار. این استخوان به دلیل ادغام چندین استخوان فک در گوش میانی پستانداران در اوایل تکامل پستانداران، همساخت (مشابه از نظر ساختار و منشا) با بخش صماخی استخوان گیجگاهی در پستانداران است.
در ددکمانان (اجداد پستانداران و خویشاوندان آنها)، فک پایین از دنتاری (آرواره در پستانداران) و گروهی از استخوان‌های کوچکتر "postdentary" در نزدیکی مفصل فک تشکیل شده است. با افزایش اندازه دنتاری در طی میلیون‌ها سال، دو تا از این استخوان‌های postdentary، آرتیکولار و گوشه‌ای، به طور فزاینده‌ای کاهش یافتند و دنتاری در نهایت با فک بالا تماس مستقیم برقرار کرد. این استخوان‌های postdentary، حتی قبل از اینکه عملکرد مفصلی خود را از دست بدهند، احتمالاً ارتعاشات صوتی را به استخوان رکابی منتقل می‌کردند و در برخی از ددکمانان، یک صفحه خمیده که ممکن است از غشایی که قادر به تشخیص ارتعاشات است، روی استخوان گوشه‌ای ایجاد شده باشد. در نهایت، این صفحه به حلقه اکتوتیمپانیک تبدیل شد که از پرده گوش در گوش پستانداران امروزی پشتیبانی می‌کند. [1]